# Поладаури
Поладаури (груз. ფოლადაური, азерб. Çatax) — село Болнисского муниципалитета, края Квемо-Картли республики Грузия с преимущественно азербайджанским населением. Находится в юго-восточной части Грузии, на территории исторической области Борчалы.

## История
Село Поладаури известно старинной крепостью, находящейся на окраине села. В книге «Описание Грузии и Кавказа из путешествия господина академика И. А. Гильденштедта через Россию и по Кавказским горам в 1770, 71, 72 и 73 годах», изданным по велению Императорской Академии Наук в 1809 году в Санкт-Петербурге, на 40-й странице автор пишет о наличии двух опустошённых крепостей Сахундари и Болуизи при селе Поладаури. На 255-й странице путешественник отмечает: «В двух верстах от дороги видна крепость Болнизи, лежащая при Поладаури, а на супротив её, на другой стороне реки, выплавливалась прежде сего медь». Гильденштедт отмечает также в своих заметках наличие тёплого источника в селе.
В 1951 г. указом ПВС Грузинской ССР село Чатахи переименовано в Поладаури.

## Изменения топонима

Панорама гор и крепости Поладаури

В 1990—1991 годах, в результате изменения руководством Грузии исторических топонимов населённых пунктов этнических меньшинств в регионе, название села Чатах («азерб. Çatax») было изменено на его нынешнее название — Поладаури.

## География
Село находится на левом берегу реки Болнисисцкали, в 16 км к югу от районного центра Болниси, на высоте 750 метров от уровня моря.
Граничит с поселком Казрети, с селами Самцевриси, Шуа-Болниси, Болниси, Квемо-Болниси, Ванати, Хатиссопели, Зварети, Мушевани, Патара-Дарбази и Талавери Болнисского Муниципалитета и Диди-Дманиси, Машавера, Вардисубани, Патара-Дманиси и Укангори Дманисского муниципалитета, а также с селами Опрети, Хохмели, Ульяновка, Церакви, Сиони, Джанхоши и Кудро Марнеульского муниципалитета.

## Население
По данным Государственного статистического комитета Грузии, согласно официальной переписи 2002 года, численность населения села Поладаури составляет 495 человек и на 63 % состоит из азербайджанцев.

## Экономика
Население в основном занимается овцеводством, скотоводством и овощеводством. На территории села находится железнодорожная станция «Поладаури» Грузинских Железных Дорог.
16 февраля 2012 года Болнисский муниципалитет объявил тендер на восстановление участка автодороги между селами Болниси и Поладаури.

## Достопримечательности
- Средняя школа[9]
- Крепость Поладаури[14]
- Маркет[15]

## Интересные факты
В 1939 году в типографии «Искусство» была издана книга по пьесе грузинского писателя С. Шаншиашвили «Поладаури» в 4-х действиях, рассказывающая о развитии колхозного строя в Грузии. Пьеса была переведена на русский язык Д. Шерманом.